# Chaetomorpha aerea
Espèce
Chaetomorpha aerea est une espèce d'algues vertes de la famille des Cladophoraceae.

## Description morphologique
Cette algue est formée de touffes filaments non ramifiés d'un vert soutenu et brillant, mais plus ou moins clair ou sombre, de 5 à 20 cm de long et de 0,1 à 0,5 mm de diamètre. Ces filaments sont composés d'articles en forme de tonnelets, visibles à l'œil nu (ou plus facilement à la loupe).
Très ressemblante à Chaetomorpha melagonium, les différences ne sont visibles qu'au niveau microscopique ; mais Chaetomorpha melagonium est un peu plus sombre, plus raide, et plus épaisse (1 mm de diamètre environ).

## Répartition et habitat
Chaetomorpha aerea vit dans l'étage médiolittoral, dans les zones aussi bien abritées que battues, attachée sur un substrat dur. Elle nécessite un bon éclairement et ne se trouve guère, de ce fait, à une profondeur supérieure à 5 mètres.
On la trouve dans le nord-est de l'Atlantique (de la péninsule Scandinave au Portugal), mais aussi dans le nord-ouest de cet océan, ainsi qu'en Méditerranée ou en Mer Noire.

## Systématique

### Étymologie
Le terme Chaetomorpha vient du grec et signifie "en forme de poils raides". Quant à aerea, mot latin, il signifie "couleur d'airain", de bronze.